# Pavé de Willems à Hem
Der Sektor Pavé Willems à Hem ist ein 1400 Meter langer mit Kopfsteinen gepflasterter Weg, welcher bei Paris–Roubaix vom Weiler Robigeux bei Willems in Richtung Hem benutzt wird.

## Charakteristik
Die Fahrbahndecke des Sektors besteht nur in der Mitte aus Kopfsteinpflaster, zu beiden Seiten sind schmale Asphaltstreifen. Diese waren früher von sehr schlechter Qualität (siehe Bildergalerie). Dennoch zogen es die Fahrer vor, auf diesen Seitenstreifen zu fahren, und wechselten häufig die Straßenseiten, um die optimale Fahrlinie zu erhalten. Dies erhöhte die Gefahr von Defekten. Der Sektor war bis 2016 mit der Schwierigkeitsstufe von zwei Sternen ausgezeichnet.
Seit 2017 wird der Abschnitt anlässlich des Rennens zum Secteur des Légendes gestaltet, in dem die Fahrer Porträts vergangener Gewinner passieren. Bei dieser Gelegenheit wurden erstmals Absperrblöcke aufgestellt, um das Fahren auf den Seitenstreifen zu behindern, und die Kategorie wurde auf 3 Sterne angehoben. Ende 2019 wurden die Seitenstreifen neu asphaltiert, die Absperrblöcke stehen seitdem noch dichter. Seit der Austragung 2022 wird diese Sektion wieder mit 2 Sternen ausgewiesen, was vermutlich auf die Renovierung zurückzuführen ist.

## Geschichte
Der Sektor war lange Zeit der letzte Kopfsteinpflastersektor bei Paris–Roubaix, bis zur Einführung 1996 vom Espace Charles Crupelandt. Da letzterer eher unbedeutend ist, bildet der Abschnitt Willems–Hem dennoch weiterhin die letzte Schwierigkeit vor dem Velodrom.
1983 hatte Hennie Kuiper allein in Führung liegend eine Panne ausgangs des Sektors. Diese kostete ihn einen großen Teil seines Vorsprungs; er konnte das Rennen trotzdem gewinnen. 2003 wurde seitens des niederländischen Vereins Les Ami’s de Hem eine kleine Skulptur am Ort der Panne aufgestellt, die 2013 gestohlen wurde. Eine identische Kopie wurde später in Hem entlang der Avenue d’Aljustrel aufgestellt.
2004 hatte Johan Museeuw in der Spitzengruppe einen Defekt und verlor dadurch die Chance, zum vierten Mal bei Paris–Roubaix siegreich zu sein. Auf der neunten Etappe der Tour de France 2018 war der Sektor der letzte von insgesamt 15 Kopfsteinpflastersektoren auf der Etappe.
Als einer der wenigen Kopfsteinsektoren von Paris–Roubaix ist der von Willems nach Hem auch für den alltäglichen Verkehr und die Zufahrt zu Grundstücken relevant. Aus diesem Grunde wünschten die Anwohner schon seit langem eine Renovierung der Straße. Mitte der 2010er Jahre war daher im Gespräch, den Sektor aus dem Rennen zu streichen und durch einen neu zu bauenden, drei Kilometer langen Kopfsteinweg zu ersetzen, der das Freizeitzentrum im Süden von Willems mit dem Château d’Hem verbunden hätte. Mit ersten Bauarbeiten war 2015 bereits begonnen worden. Letzten Endes schloss man aber den Kompromiss, das Kopfsteinpflaster in der Mitte der Straße zu modernisieren und die Asphaltstreifen neu zu asphaltieren.
2022 wurde zu Beginn des Sektors eine große Skulptur mehrerer Rennfahrer eingeweiht.

## Bildergalerie

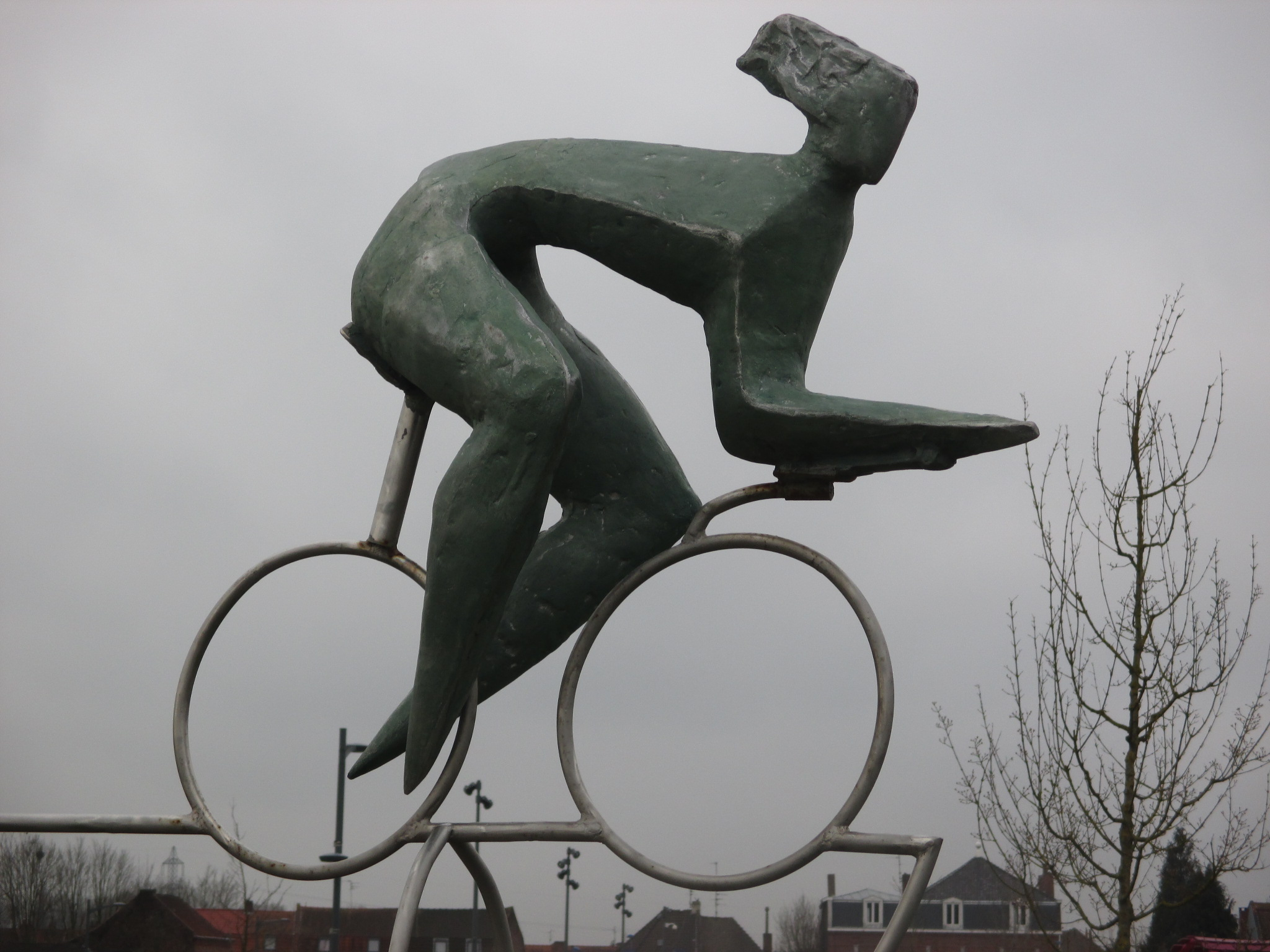
Kopie des Hennie-Kuiper-Denkmals, das 2013 gestohlen wurde
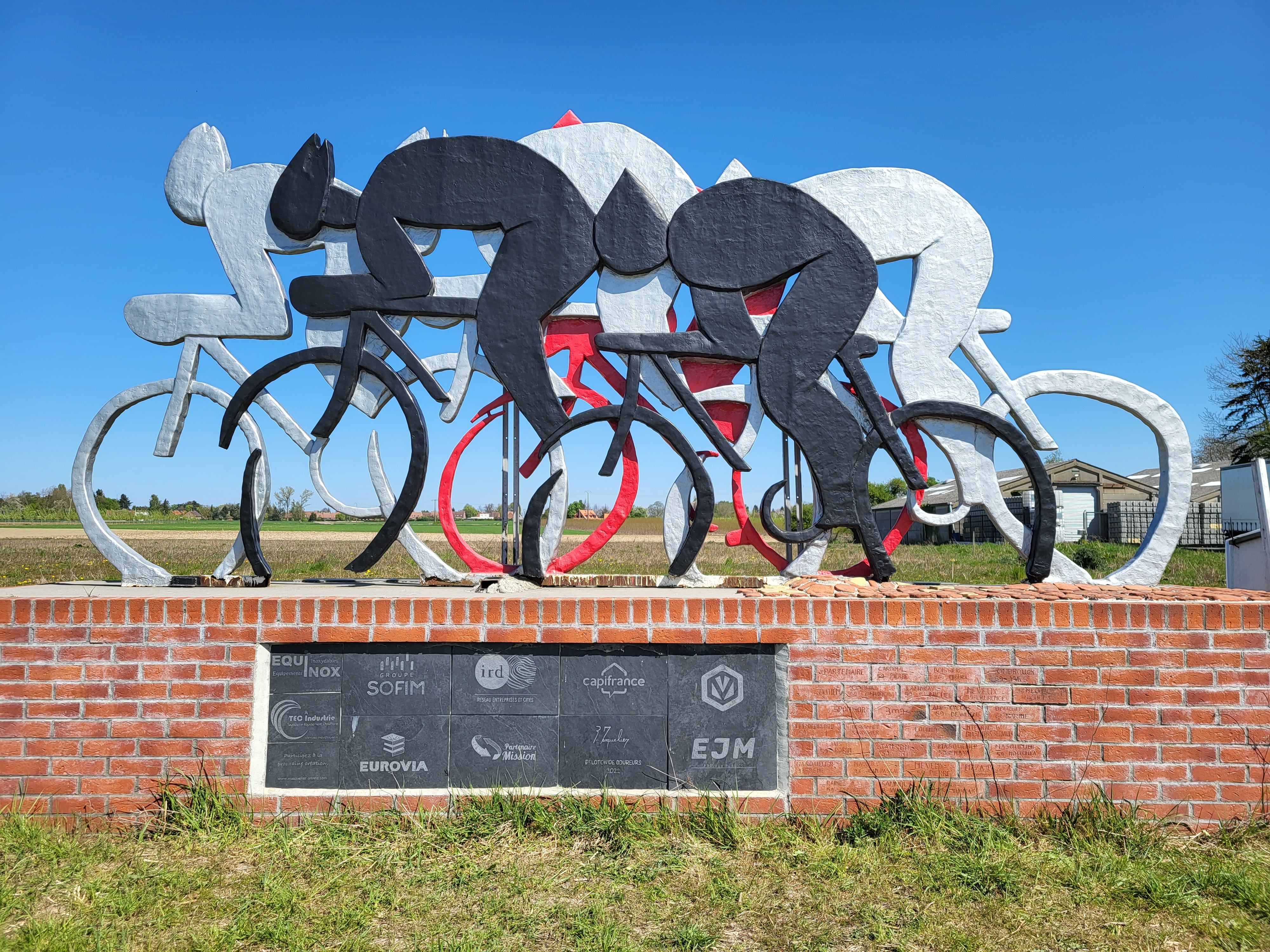
Skulptur zu Beginn des Sektors
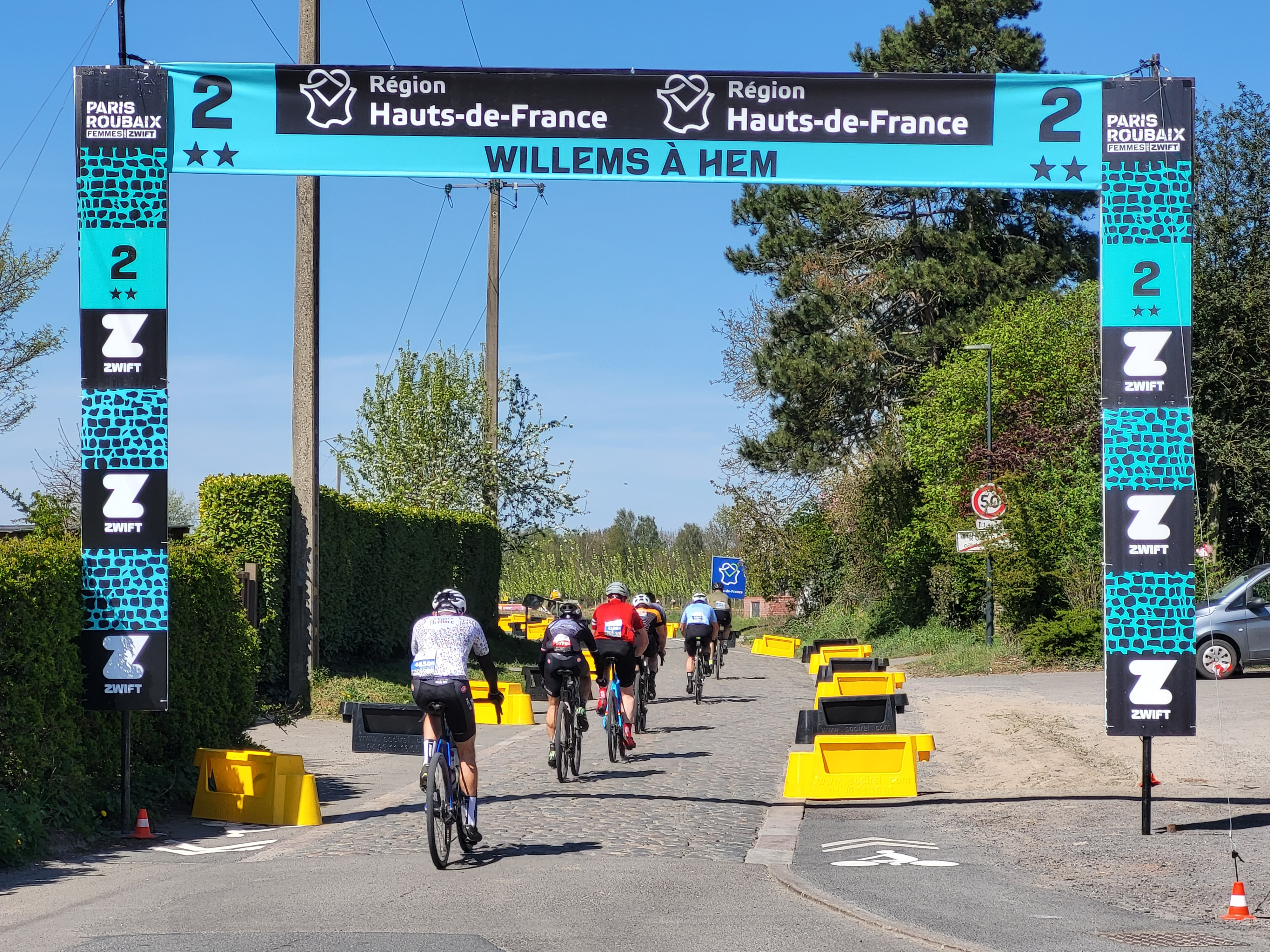
Beginn des Sektors (nach der Renovierung 2025)
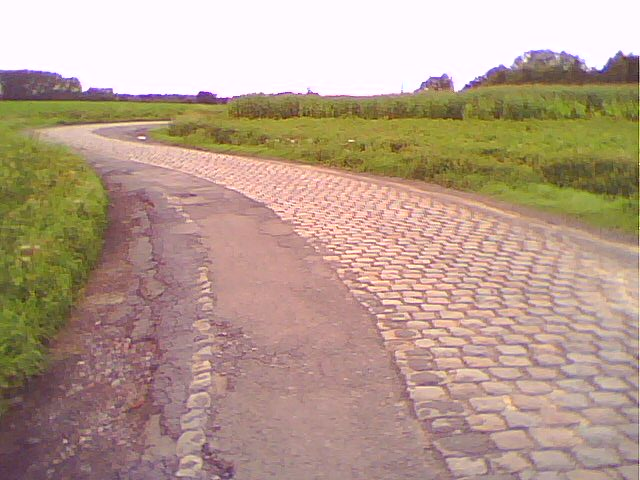
Kopfsteinpflaster mit Seitenstraßen (vor der Renovierung 2008)
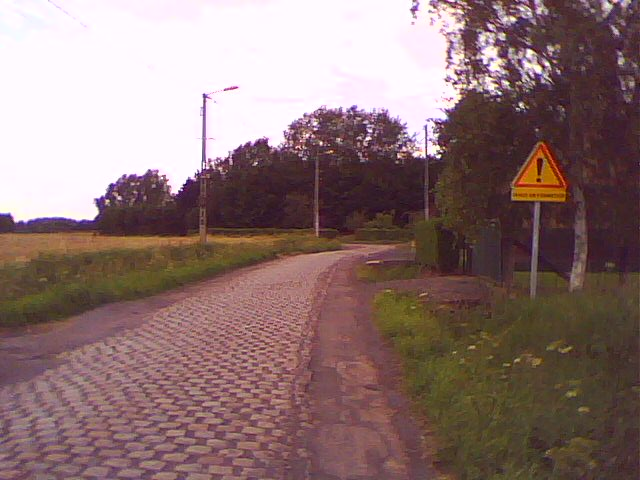
Mittlerer Teil Sektor Willems à Hem
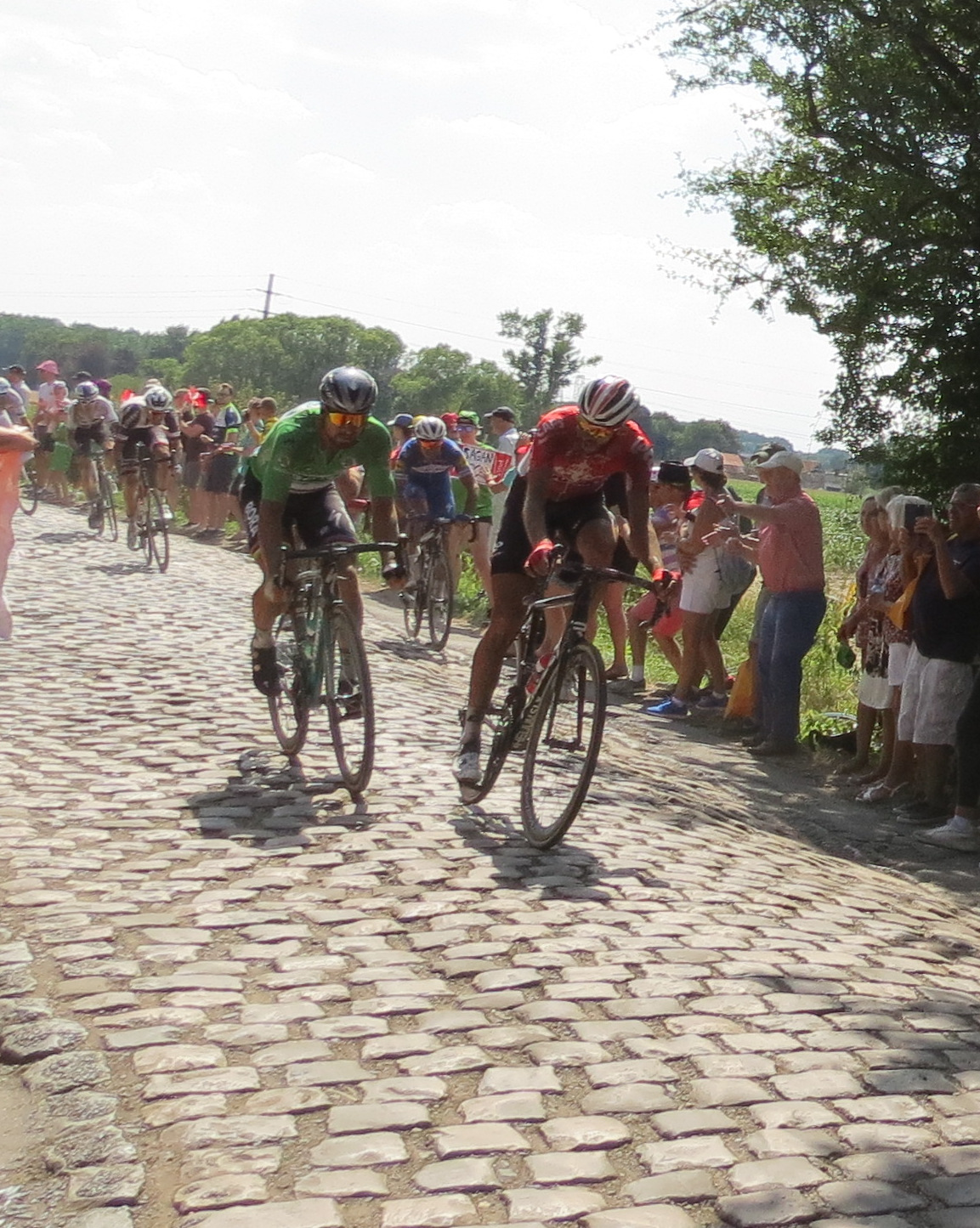
Peter Sagan bei der Tour de France 2018